# ميروسلاف هيرماشيفسكي
ميروسلاف هيرماشيفسكي (مواليد 15 سبتمبر 1941) هو طيار عسكري ورائد فضاء بولندي سابق. في عام 1978 أصبح أول بولندي يسافر للفضاء والوحيد حتى الآن.